# Hoger Instituut voor Grafisch Onderwijs
Het Hoger Instituut voor Grafisch Onderwijs of HIGRO of de oude benaming Kunstdrukschool Onze Lieve Vrouw (KOLV) was een katholieke school gelegen te Mariakerke, een deelgemeente van Gent.
Deze onderwijsinstelling was ontstaan in de schoot van het Sint-Lucas en viel onder de afdeling Sierkunsten. De Broeders van de Christelijke Scholen kochten er in 1925 de toneelzaal Parnassus - die in 1718 was gebouwd door de rederijkerskamer Die Fonteyne - en gaven de instelling de naam Sint Lucas Kunstdrukschool. Pas in 1937 kreeg de school - gelegen aan de Gentse Oude Houtlei - haar eigen autonomie.
De school bood er vervolgens sinds 1926 kunstonderwijs aan in de studierichtingen grafische vormgeving, drukkunst en druktechnieken, handzetten, machinezetten, fotografie en communicatie. Ondanks een nieuwe vleugel (1954), in de aanpalende Schouwvegersstraat, werd dit gebouw te klein en diende men in 1981 naar Mariakerke te verhuizen. De verlaten klaslokalen en atelier werden nadien door Sint-Lucas gebruikt, nadat er ook aan Oude Houtlei decennia later een nieuwbouw werd opgericht.
Het Higro zelf is in 2001 opgesplitst in het kader van een eenheidstructuur binnen het onderwijs (zie ook Sint-Lucas) naar een secundaire VISO-afdeling (Vrij instituut voor secundair onderwijs) en de hogere afdeling EGON (een onderdeel van Arteveldehogeschool). Daarboven heeft men het KISP dat zich veelal richt naar volwassenen en gespecialiseerde opleidingen bevat. Het ontwikkelen van websites en het aanleren van nieuwe grafische programma's behoren tot het pakket.

## Bekende (oud-)leerlingen
- Willy Bosschem, kunstenaar
- Lieven Debrauwer
- Hans Decaluwe
- Martin De Jonghe, radiopresentator
- Donaat Deriemaeker, tv-presentator
- Xander De Rycke, stand-upcomedian
- Lode Devroe, striptekenaar
- Lieve Moreau
- Jasper Steverlinck, zanger
- Nolle Versyp, acteur
- Oswald Versyp, acteur
- Karel Waignein, kunstfotograaf
- Jan Van Der Veken, illustrator